# داء اللولبيات
داءُ اللَّولَبِيَّات يكون عبارة عن مصطلح يستخدم مجموعاً أو مفرداً لوصف أي مرض سببه بكتيريا لولبية شاحبة. هناك عدة أنواع من هذه البكتيريا توصف بالمرض التي تسببه:-
- زهري (لولبية شاحبة شاحبة)
- الداء العليقي (ياوس) (تريبونيما باليدم بيرتينيو)
- البجل (اللَّولَبِيَّةُ البَجَلِيَّة)
- بنتا (لولبية كارتم)